# Ensemble Rathausplatz (Bad Reichenhall)

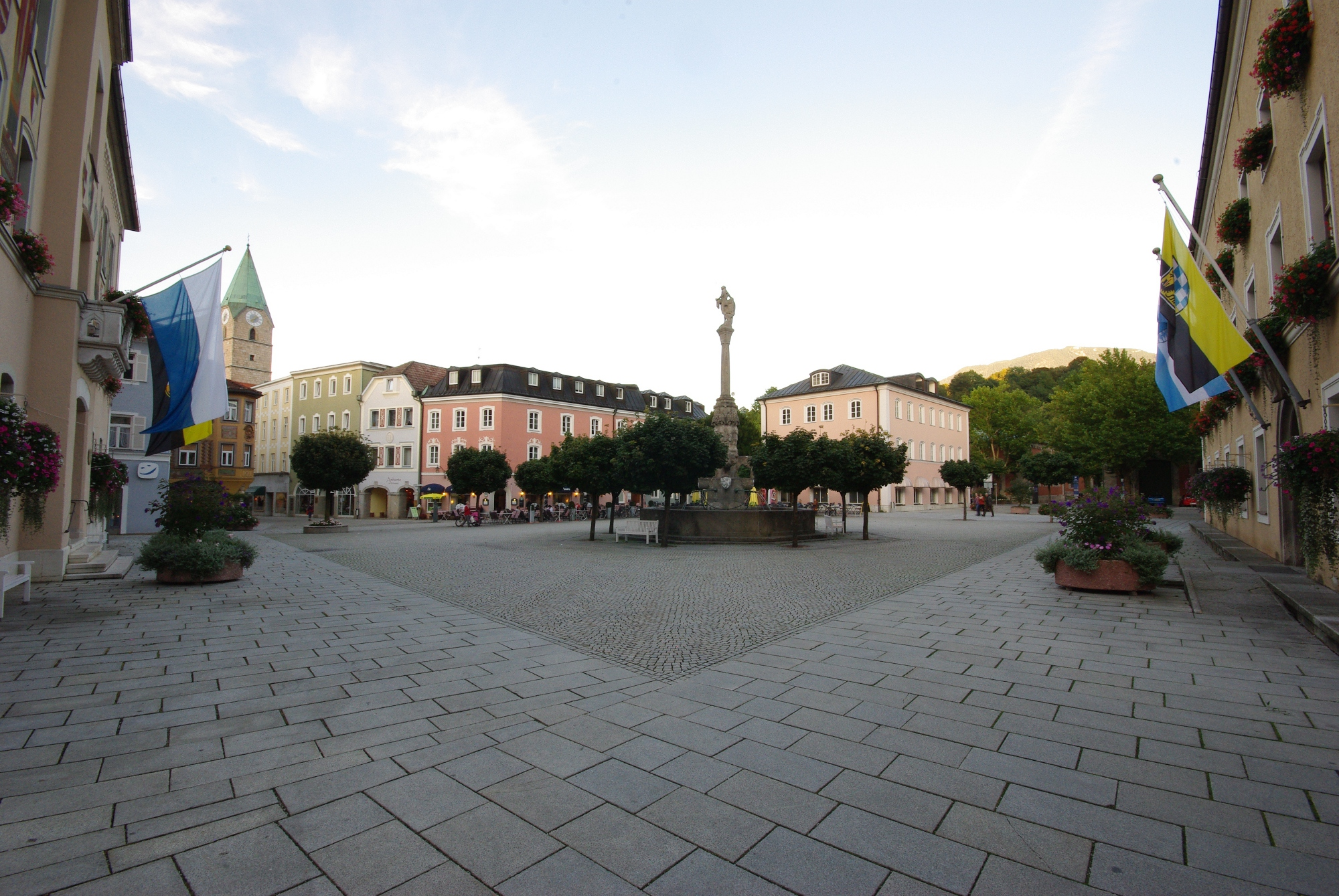
Rathausplatz, Blickrichtung Westen

Das Ensemble Rathausplatz ist ein Gebäudeensemble in Bad Reichenhall und steht entsprechend Artikel 1, Absatz 3 des Bayerischen Denkmalschutzgesetzes unter Denkmalschutz. Das Ensemble liegt im Herzen der Stadt und grenzt direkt an die Ensembles Alte Saline und Poststraße an.

## Beschreibung
Der Rathausplatz liegt heute noch im Zentrum der Stadt und befindet sich in direkter Nachbarschaft der Alten Saline. Die Poststraße verläuft von der Kammerbotenstraße über den Rathausplatz bis zum Kaiserplatz im Norden. Der Rathausplatz wird beherrscht vom Alten Rathaus im Westen und begrenzt von bürgerlichen Bauten im Norden sowie des Bürgerbräu im Süden. In Richtung Osten öffnet sich der Platz weit zur Salinenstraße, dem Beamtenstock der Salinenadministration und den Bauten der Saline selbst.

## Geschichte

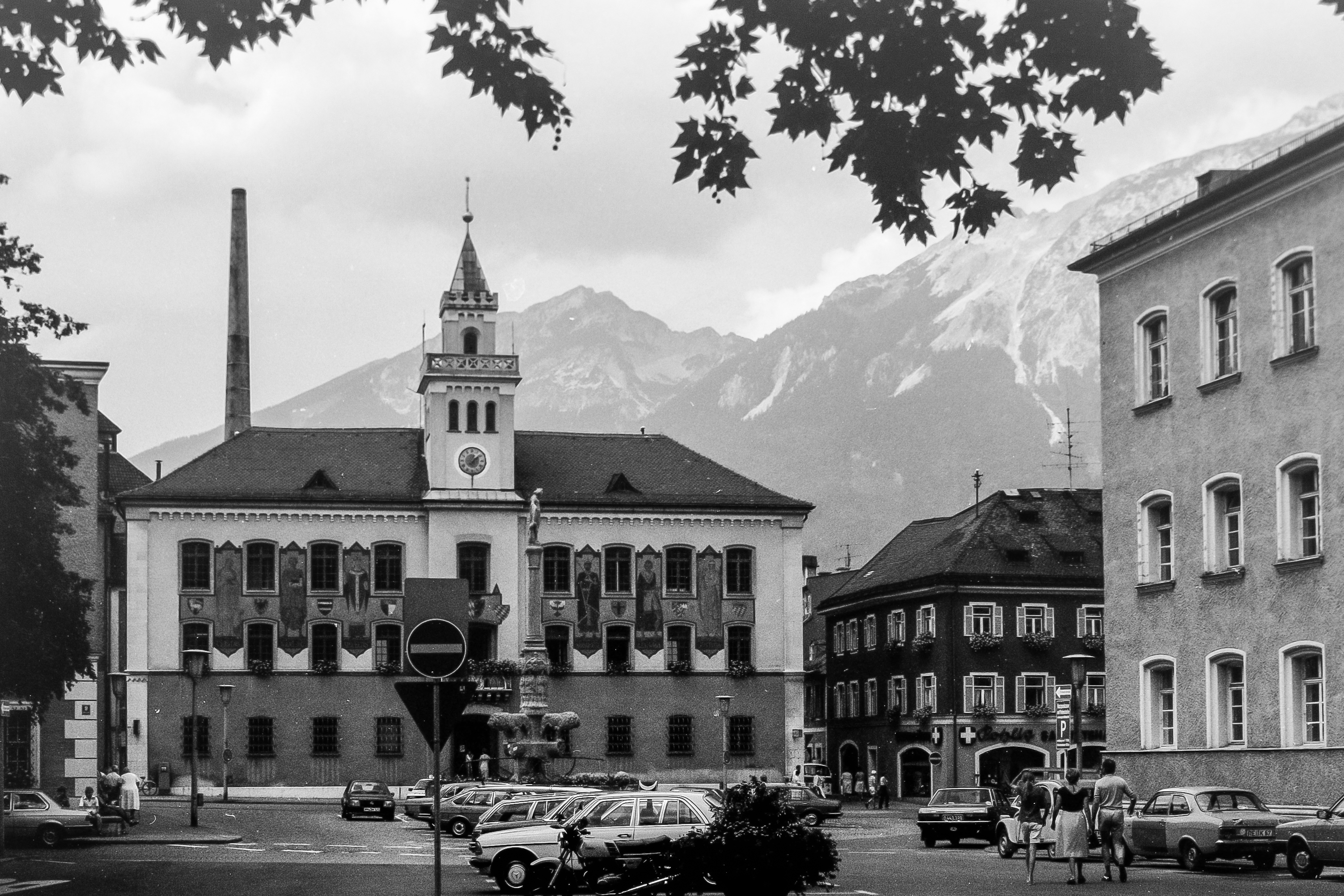
Rathausplatz vor der Umwidmung zur Fußgängerzone

Der Platz entstand wohl im 12. oder 13. Jahrhundert als Marktplatz, der damals auch einen weiten Teil der heutigen Poststraße einnahm. Bis zum großen Stadtbrand von 1834 wurde der Platz vom alten Rathaus aus dem 15. Jahrhundert in der Mitte des Platzes beherrscht. Nach dem Brand erfuhr der Platz eine Neugestaltung, das 1851 vollendete Rathaus mit gotisierenden Formen im Westen bildete erneut den gestalterischen Mittelpunkt des Platzes und steht heute dort, wo sich früher das Boblmetzgerhaus befand. 1905 wurde der Wittelsbacherbrunnen errichtet, ab dieser Zeit hieß der Platz Wittelsbacherplatz. 1924 wurde das heutige alte Rathaus vom Kunstmaler Hengge mit Fresken verziert, 1925 der Pfarrhof (heute Haus Rathausplatz 5). Im Süden des Platzes befand sich bis in die 1930er Jahre das Arnschinkhaus, in dem mehrere Händler ihre Geschäfte hatten. Nach einem schweren Brand wurde hier das neue Verwaltungsgebäude im Inn-Salzach-Stil erbaut.
In der Zeit des Dritten Reiches hieß der Rathausplatz Platz der SA. Beim Luftangriff auf Bad Reichenhall am 25. April 1945 wurde auch der Rathausplatz getroffen. Anders als in der oberen Poststraße und im Kammerbotenviertel südwestlich des Rathausplatzes, die fast vollständig zerstört wurden, blieben die meisten Häuser am Rathausplatz unversehrt. Das Gebäude Rathausplatz 10 wurde vollständig zerstört, vom alten und vom neuen Rathaus wurden leichte Schäden gemeldet.
Ab 1992, zur Zeit der Errichtung der zweiten Fußgängerzone in der Poststraße, wurde auch der Rathausplatz größtenteils zur Fußgängerzone umgewidmet.

## Einzeldenkmäler

### Rathausplatz
- Rathausplatz 1, Altes Rathaus: Rathaus, dreigeschossiger Bau mit flachem Walmdach und turmartig überhöhtem Mittelrisalit, neugotisch, 1849–51, Erneuerung und Freskenschmuck 1924
- Rathausplatz 8, Neues Rathaus: Neues Verwaltungsgebäude, dreigeschossiger Bau mit flachem Walmdach und Vorschussmauer, von Raimund Thoma, im Stil der Inn-Salzach-Bauweise, 1937/38
- Wittelsbacherbrunnen: Bavaria auf Säule mit vier Löwenfiguren am Sockel, nach Plänen von Karl Killer, 1904/05
- Rathausplatz 3: Wohn- und Geschäftshaus, sog. Kaufmann-Moralt-Haus, dreigeschossiger Eckbau mit Mansardwalmdach, 1863, erweitert 1889, Umbau 1924 durch Karl Böhm
- Rathausplatz 4: Wohn- und Geschäftshaus, dreigeschossiger Walmdachbau, nach 1834, Fassade im barockisierenden Jugendstil um 1900, Eingangstür in Neurenaissanceformen Ende 19. Jahrhundert

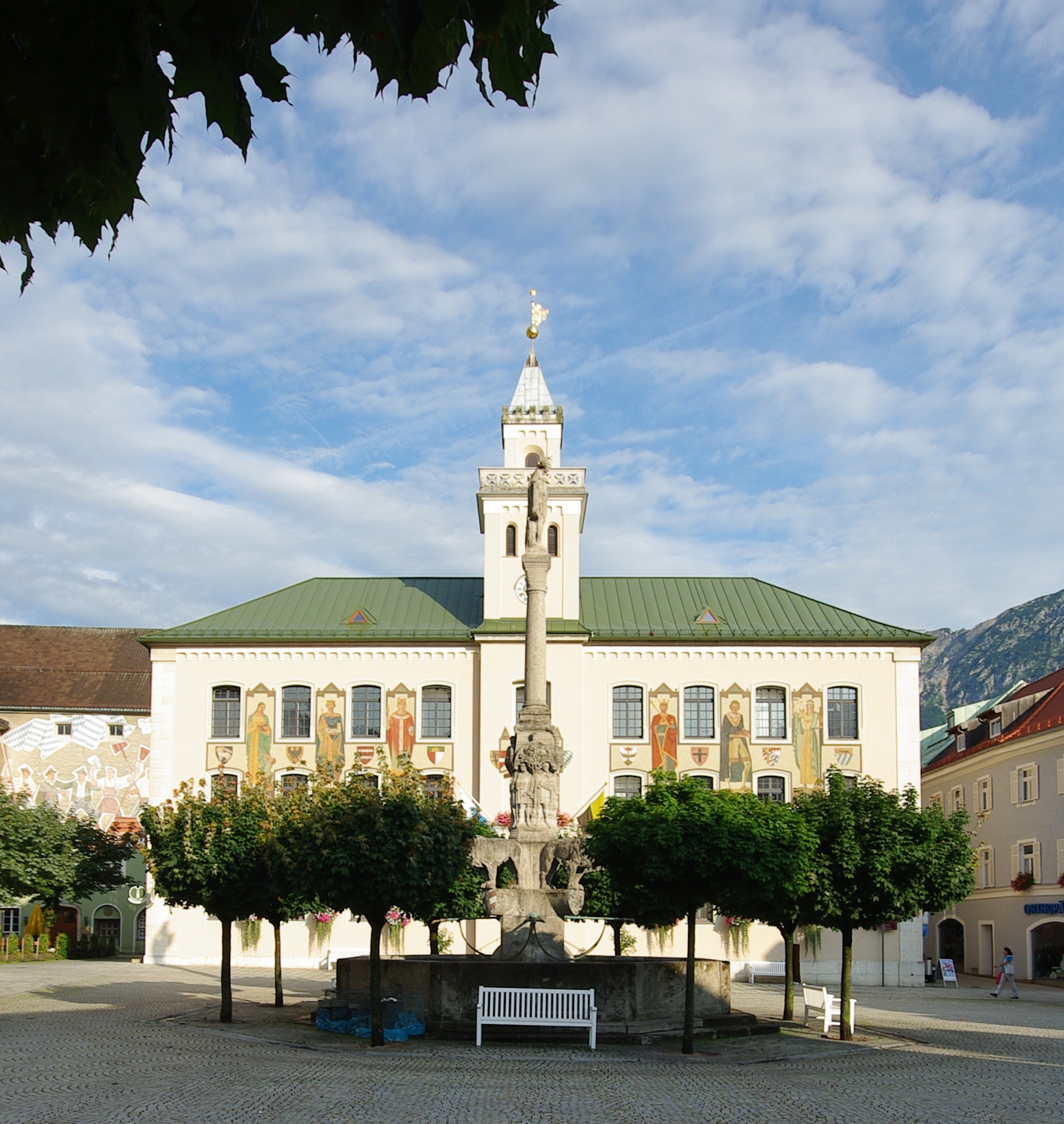
Altes Rathaus
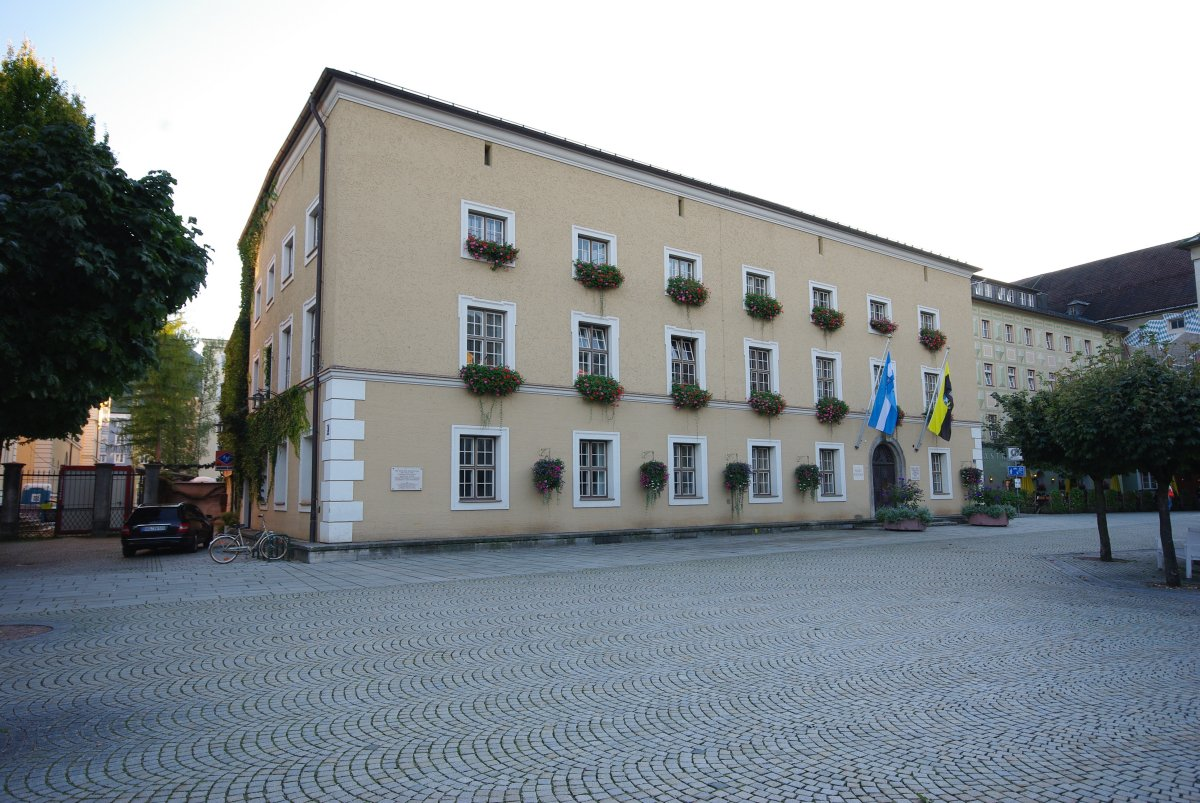
Neues Rathaus
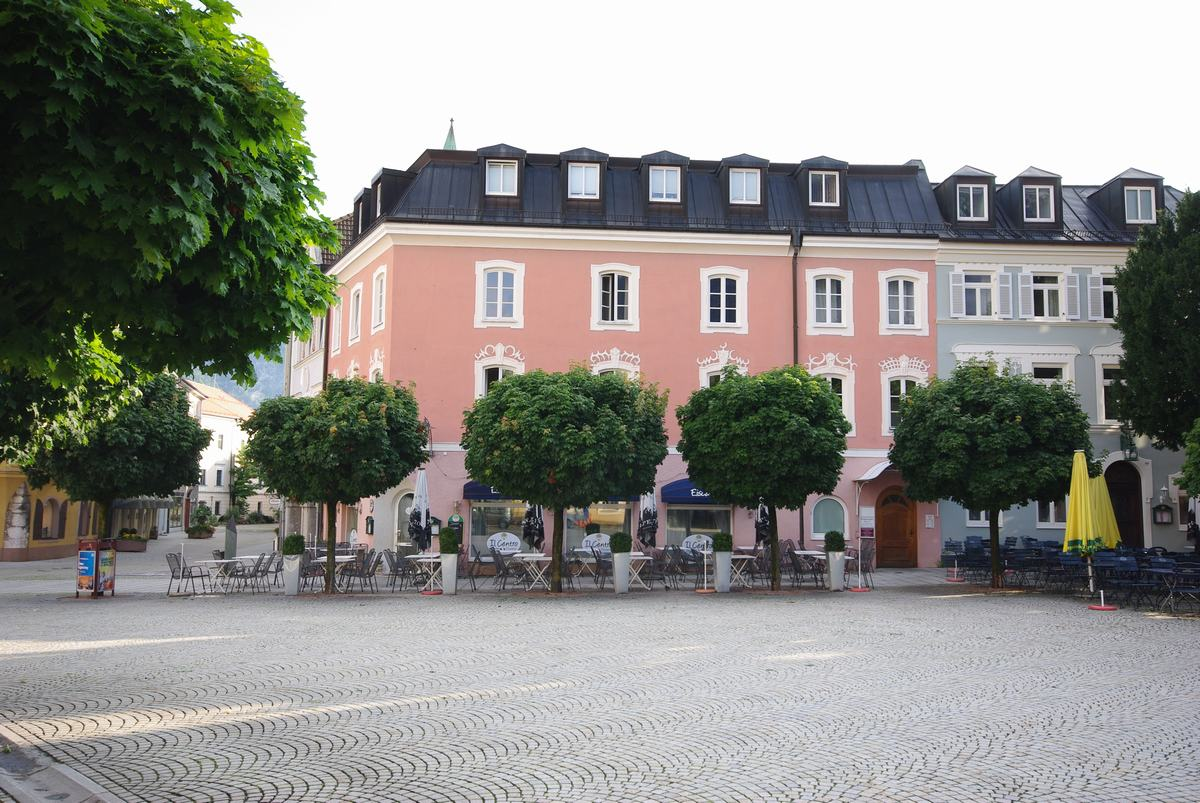
Rathausplatz 3 und 4
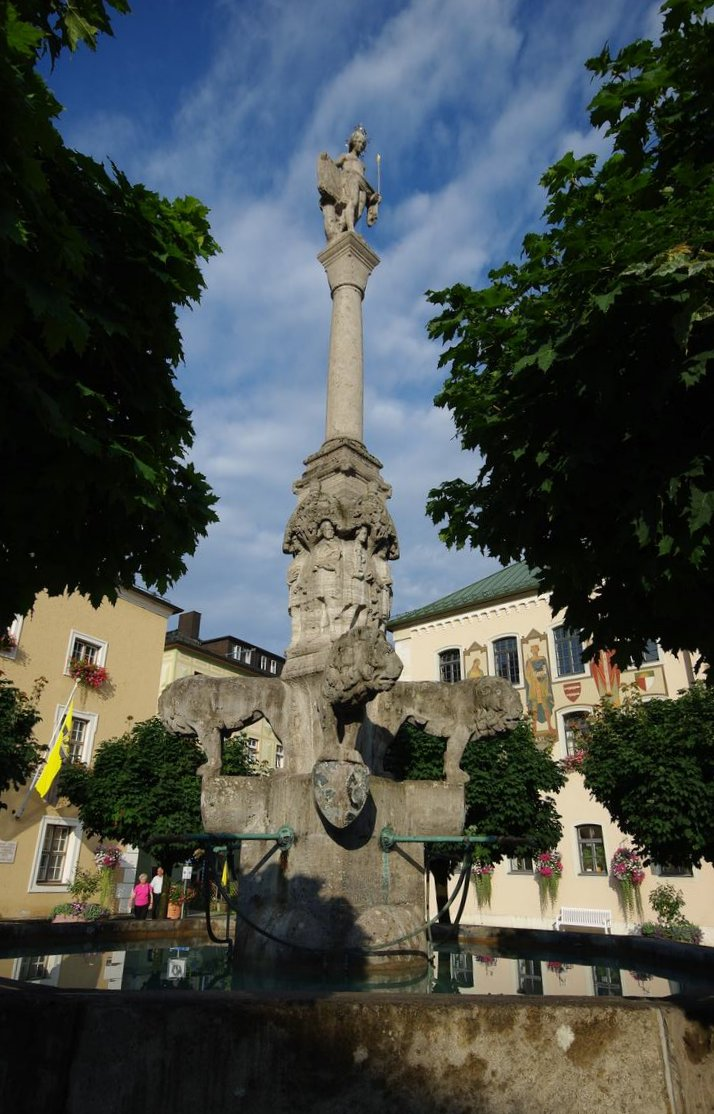
Wittelsbacherbrunnen

### Waaggasse
- Waaggasse 2, 3: Gebäude des Bürgerbräu Bad Reichenhall; Brauereigasthof, viergeschossiger Walmdachbau, im Kern 17. Jahrhundert; winkelförmig angeschlossenes Brauerei- und Bürogebäude von 1834; Sud- und Kesselhaus von 1907
- Waaggasse 6: Wohn- und Geschäftshaus, dreigeschossiger Traufseitbau mit Durchfahrt, Fassade klassizistisch, nach Stadtbrand von 1834

## Sonstiges
Das Gebäude Rathausplatz 4 (Gaststätte „Hünn’s“) ist nach der Familie Hünn benannt. Carl Hünn leitete das Kurorchester, gründete die Stadtkapelle und galt als „Vater der Armen.“